# 克莱塞 (索恩-卢瓦尔省)
克莱塞（法語：Clessé，法語發音：[klese]）是法国索恩-卢瓦尔省的一个市镇，属于马孔区。

## 地理
克莱塞（46°24'59"N, 4°48'54"E）面积10.06 平方千米，位于法国勃艮第-弗朗什-孔泰大區索恩-卢瓦尔省，该省份为法国中部省份，北起顺时针与科多尔省、汝拉省、安省、罗讷省、卢瓦尔省、阿列省和涅夫勒省接壤。
与克莱塞接壤的市镇（或旧市镇、城区）包括：维雷、沙博尼耶尔、莱泽、佩罗讷、圣阿尔班、圣莫里斯德萨托奈、拉萨勒。
克莱塞的时区为UTC+01:00、UTC+02:00（夏令时）。

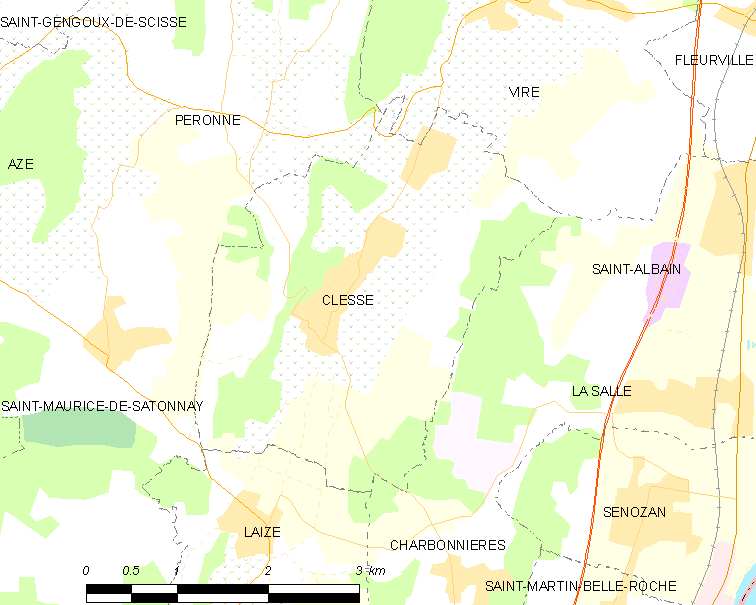
克莱塞的OSM定位图

## 行政
克莱塞的邮政编码为71260，INSEE市镇编码为71135。

## 政治
克莱塞所属的省级选区为于里尼县。

## 人口

1962-2008年间克莱塞人口变化图示

克莱塞于2022年1月1日时的人口数量为834人。